# Fernando Meneses
Fernando Andrés Meneses Cornejo (* 27. September 1985 in Lontué) ist ein ehemaliger chilenischer Fußballspieler. Der Mittelfeldspieler bestritt 16 Länderspiele für die chilenische Fußballnationalmannschaft, in denen er einen Treffer erzielte.

## Karriere

### Verein
Fernando Meneses begann seine Profikarriere 2004 bei CSD Colo-Colo, wo er bereits in der Jugend gespielt hatte. Er konnte sich aber im Team nicht durchsetzen und wurde mehrmals verliehen, darunter an CD O’Higgins unter Trainer Jorge Garcés. Im Jahr 2010 wechselte Meneses zu Universidad Católica und wurde Meister. Im Finale der Copa Chile 2011 gewann sein Team nach Elfmeterschießen gegen CD Magallanes; Meneses trat bei einem der Elfmeter erfolgreich an. Ende 2011 versuchte er sich auf Anweisung seines Spielerberaters Jorge Barrera aus dem Vertrag zu klagen. Die Vereinssuche gestaltete sich aufgrund des schwebenden Verfahrens schwierig und er landete schließlich beim Club Alianza Lima in Peru, mit dem er in der Copa Libertadores 2012 antrat. Nach nur sechs Monaten musste er zu Universidad Católica zurückkehren, da seine Klage gegen den Verein abgewiesen worden war. Bei seiner Rückkehr im August 2012 erzielte er einen Treffer und bat mit einer Geste an die Fans um Entschuldigung.
Beim Universitätsderby mit Universidad de Chile im Oktober 2013 wurde er von einem Projektil getroffen und erlitt ein Schädel-Hirn-Trauma. Die Partie wurde daraufhin abgebrochen. Im Dezember 2014 unterschrieb er einen Vertrag in Mexiko bei CD Veracruz. Nachdem er unter Trainer Carlos Reinoso keine Berücksichtigung mehr im Kader fand, spielte er 2017 leihweise bei Unión Española und kehrte 2018 nach Chile zurück. Dort verbrachte er seine letzten Karrierejahre bei Unión La Calera, Deportes Melipilla, Lautaro de Buin und Rodelindo Román.

### Nationalmannschaft
Für die chilenische Nationalmannschaft bestritt Meneses 16 Freundschaftsspiele. Er debütierte im Mai 2007 gegen Kuba und spielte zuletzt im Januar 2014 gegen Costa Rica. Sein einziges Länderspieltor erzielte er beim 2:1-Erfolg per Elfmeter gegen den Senegal. Bei seinem Debüt erzielte der Offensivakteur den Treffer zum 3:0-Endstand.
Zuvor hatte er mit der U20-Nationalmannschaft an der Junioren-Weltmeisterschaft 2005 in den Niederlanden teilgenommen, war mit der jungen La Roja aber im Achtelfinale am Gastgeber gescheitert.

## Erfolge
Colo-Colo
- Chilenischer Meister: 2006-A

Universidad Católica
- Chilenischer Meister: 2010
- Chilenischer Pokalsieger: 2011

Veracruz
- Mexikanischer Pokalsieger: 2016-C

## Sonstiges
Sein Sohn Joaquín spielt in der Jugend von Universidad Católica und in der U15-Nationalmannschaft.